# Scabrostomus skillmani
Scabrostomus skillmani är en skalbaggsart som beskrevs av Robert Warner och Paul E.Skelley 2006. Scabrostomus skillmani ingår i släktet Scabrostomus och familjen Aphodiidae. Inga underarter finns listade i Catalogue of Life.